# Comuna Rešetari, Slavonski Brod-Posavina
Rešetari este o comună în cantonul Slavonski Brod-Posavina, Croația, având o populație de 4.753 de locuitori (2011).

## Demografie
Componența etnică a comunei Rešetari
     Croați (98,42%)
     Necunoscut (0,04%)
     Neclasificat (1,35%)
Componența confesională a comunei Rešetari
     Catolici (97,64%)
     Necunoscută (0,42%)
     Alte religii (1,94%)
Conform recensământului din 2011, comuna Rešetari avea 4.753 de locuitori. Din punct de vedere etnic, majoritatea locuitorilor (98,42%) erau croați. Apartenența etnică nu este cunoscută în cazul a 0,04% din locuitori. Din punct de vedere confesional, majoritatea locuitorilor (97,64%) erau catolici. Pentru 0,42% din locuitori nu este cunoscută apartenența confesională.